# La Graine noire
Pour plus de détails, voir Fiche technique et Distribution.
La Graine noire (macédonien : Црно семе, Tsrno seme) est un drame de guerre yougoslave réalisé en langue macédonienne par Kiril Tsenevski, sorti en 1971.
Il est présenté en compétition au 7e Festival international du film de Moscou. Le film est sélectionné pour représenter la Yougoslavie à l'Oscar du meilleur film en langue étrangère lors de la 44e cérémonie des Oscars. Le réalisateur Kiril Tsenevski remporte pour ce film l'Arène d'or du meilleur réalisateur au Festival du film de Pula en 1971.

## Synopsis
L'action se déroule pendant la guerre civile grecque en 1946. Des soldats de l'armée royale, parmi lesquels se trouvent des Macédoniens de langue slave accusés d'être communistes, sont exilés dans un camp situé sur une île déserte. Les Macédoniens sont désarmés et initialement enfermés dans une prison militaire où ils sont interrogés, puis transportés par bateau dans des conditions difficiles vers l'île rocheuse déserte. L'île est sans eau et la corruption et le chantage à l'eau sont les principaux moyens utilisés pour briser la volonté et la dignité des prisonniers assoiffés, à qui l'on demande de signer un document de loyauté envers le roi. Certains des personnages, confrontés à des difficultés en raison de leurs convictions et de leurs origines, parviennent à préserver leur dignité humaine, tandis que d'autres connaissent une déchéance morale totale. Les personnages centraux sont Andon Sovichanov, Paris et Christ, à travers lesquels sont montrées les différentes dimensions de la résistance humaine à la souffrance. Les répressions comprennent également des tortures constantes, des coups et des exécutions pour ceux qui résistent. Le jour de l'indépendance, les prisonniers sont contraints de chanter l'hymne national, mais ils refusent et une révolte infructueuse s'ensuit, au cours de laquelle certains trouvent la mort. Andon Sovitchanov crache sur le commandant et se met à courir à travers l'île, poursuivi par le commandant en personne.

## Fiche technique
- Titre français : La Graine noire[3]
- Titre original : Црно семе, Tsrno seme[4]
- Réalisation : Kiril Tsenevski
- Scénario : Kiril Tsenevski, Tasko Gueorguievski (mk)
- Photographie : Ljoube Petkovski
- Montage : Vangel Tsemtsev
- Décors : Nikola Lazarevski
- Production : Vardar film (mk)
- Pays de production :  Yougoslavie
- Langue originale : macédonien
- Format : couleurs - Son mono
- Durée : 82 minutes
- Genre : drame de guerre
- Dates de sortie : 
  - Yougoslavie : 1971

## Distribution
- Darko Dameski (mk) : Andon Sovitchanov
- Atso Јovanovski (mk) : Khristos Soglomov
- Risto Chichkov (mk) : Paris
- Pavle Vujisić :  Maki
- Voјa Miritch : Maјor
- Mite Grozdanov (mk) : Marko
- Nenad Milossavjevitch (mk) : Niko
- Voukan Dinevski (mk) : le capitaine